# Книга Mozilla
Книга Mozilla или Книга Мозиллы (англ. The Book of Mozilla) — пасхальное яйцо, встроенное в браузеры серии Netscape и Mozilla, и программы, основанные на них. Впервые появилось в браузере Netscape 1.1, выпущенном в 1995 году.

## О Книге Mozilla
Какой‐либо из «стихов» Книги Мозиллы доступен по внутреннему адресу «about:mozilla». В Mozilla Thunderbird, где адресная строка недоступна, этот адрес можно открыть через функцию «стартовой страницы», предварительно указав его в настройках.
Тексты из Книги Mozilla ссылаются на историю компании Netscape Communications (её основной продукт Netscape Navigator упоминается как «Зверь») в неравной конкурентной борьбе с Internet Explorer (упоминается как «Маммон») от Microsoft. «Падение Зверя» (прекращение разработки Netscape Navigator и закрытие Netscape Communications) сменялось его возрождением в виде «Огненной птицы», а затем «Огненной лисы» (проект Phoenix/Firebird, сменивший название на Firefox).

## Примеры текста на русском

### Книга Mozilla, 7:15
Наконец зверь пал, и возрадовались неверующие.
Но не всё было потеряно, ибо из пепла восстала великая птица.
Оглядела птица неверующих и обрушила на них огонь
и гром. Возродился зверь,
восстановилась его сила, и последователи Маммона сжались от ужаса.
из Книги Mozilla, 7:15
Появилось в 2003 году. AOL закрыла подразделение Netscape, и браузер стал открытым — сначала под названием Phoenix, затем Firefox.

### Книга Mozilla, 11:9
Маммон спал. Тем временем зверь возрождённый распространился по всей земле и число его стало легион. И объявили они о новых временах, и с коварством лисы принесли в жертву огню колосья. И построили они новый мир, как было провозвещано в священном тексте, и говорили о звере с детьми своими. Маммон пробудился, и смотри — он был никем, всего лишь последователем.

из Книги Mozilla, 11:9
(10-е издание)

Появилось в 2008 году. Маммон — это снова Internet Explorer, который «спал» на протяжении 5 лет между релизами (между Internet Explorer 6 и 7). «Зверь возрожденный» отсылает к Firefox, который увеличил сторонников самоорганизующихся через Spread Firefox.
«Коварство лисы» это прямая ссылка на название Firefox.

### Книга Mozilla, 15:1
Близнецы Маммона пребывали в ссоре. И погрузила их распря мир в новую тьму, и возненавидел зверь сию тьму. И начал он двигаться быстрее, и выросла его сила, и стал он плодиться и размножаться. И принесли звери во тьму огонь и свет.

из Книги Mozilla, 15:1

Появилось в 2013 году. Близнецы Маммона — дуополия Apple и Google. Новая тьма — закрытые магазины программ. Двигаться быстрее — ускоренный цикл выпусков. Огонь и свет — открытая Firefox OS.

### Книга Mozilla, 11:14
Зверь обрёл новое одеяние и изучил пути Времени, Пространства, Света и Потока энергии через Вселенную. И из своих исследований, Зверь вылепил новые структуры из окисленного металла и объявил им славу. 
И последователи Зверя возрадовались, найдя в этих учениях новую цель.

из Книги Mozilla, 11:14

Появилось в 2017 году. Имеется в виду новый движок Firefox Quantum, проект Quantum Flow по уничтожению мест, где Firefox «подвисает», новый интерфейс Photon и постепенный переход на язык программирования Rust.

### Книга Mozilla, 6:27
Зверь продолжил свои исследования с обновлённым фокусом, создав замечательный справочник, создавая и созерцая новые реальности. Зверь породил своих последователей и помощников, чтобы создать обновлённую меньшую форму себя и посредством озорных средств, распространил его по всему миру.

из Книги Mozilla, 6:27

Появилось в 2020 году, актуальна на апрель 2025. На Quantum перешли побочные продукты Firefox: Firefox Focus (защищённый браузер), Reference Browser (тестовая среда) и Firefox Reality (браузер для виртуальной реальности).